# Taliándörögd
Taliándörögd [taliánderekt] je obec v Maďarsku v župě Veszprém, spadající pod okres Tapolca. Nachází se asi 15 km severovýchodně od Tapolcy a asi 30 km jihozápadně od Veszprému. V roce 2015 zde žilo 769 obyvatel. Dle údajů z roku 2011 tvoří 83,9 % obyvatelstva Maďaři, 2,7 % Romové a 1 % Němci, přičemž 15,8 % obyvatel se ke své národnosti nevyjádřilo.

## Sousední obce
| Růžice kompasu | Szőc          | Halimba      | Öcs          | Růžice kompasu |
| Růžice kompasu | Sáska         | Sever        | Pula         | Růžice kompasu |
| Růžice kompasu | Sáska         | Taliándörögd | Pula         | Růžice kompasu |
| Růžice kompasu | Sáska         | Jih          | Pula         | Růžice kompasu |
| Růžice kompasu | Monostorapáti | Kapolcs      | Vigántpetend | Růžice kompasu |